# 韩国国家品牌委员会
韩国国家品牌委员会（总统直属国家品牌委员会）是依据韩国行政法令21283于2009年1月22日建立的。该委员会由高丽大学前校长鱼允大教授任委员长，有47名成员，代表广泛范围内的领袖和专家，包括国有和私有领域。
他们中有韩国优秀企业的CEO们（三星、SK、大韩航空、韩亚航空、现代），10个部长（交通部、商务部、文化部、教育部、财政部、外交部、司法部、海事部、公共行政部），首尔市长，韩国国家旅游组织、韩国国际合作社、韩国贸易促进社的领导们，以及许多著名的学者和专家。